# گورنگه رومانووتسه
گورنگه رومانووتسه (به صربی: Gornje Romanovce) یک منطقهٔ مسکونی در صربستان است که در سوردولیکا واقع شده‌است. گورنگه رومانووتسه ۵۰ نفر جمعیت دارد.